# Anicet (llibert)
Anicet (en llatí Anicetus) fou un llibert de Neró del que abans n'havia estat tutor.
Va ser comandant i prefecte de la flota a Misenum l'any 59. L'emperador li va encarregar l'assassinat de la seva mare Agripina. Després, a petició de l'emperador, va confessar haver comes adulteri amb Octàvia, i per això va ser desterrat a Sardenya, on va morir, segons diuen Tàcit i Suetoni.